# ميليسا هيريرا
ميليسا هيريرا (بالإسبانية: Melissa Herrera)‏ (10 أكتوبر 1996 ببونتاريناس في كوستاريكا - ) هي مدربة كرة قدم ولاعبة كرة قدم كوستاريكية في مركز الهجوم. شاركت مع منتخب كوستاريكا الوطني لكرة القدم للنساء.

## وصلات خارجية
- ميليسا هيريرا على موقع الاتحاد الدولي (مؤرشف)  (الإنجليزية)
- ميليسا هيريرا على موقع الاتحاد الأوربي (الإنجليزية)
- ميليسا هيريرا على موقع بطولة كرة القدم المكسيكية للسيدات (الإسبانية)
- ميليسا هيريرا على موقع قاعدة بيانات كرة القدم.إي يو (الإنجليزية)
- ميليسا هيريرا على موقع Soccerway.com (الإنجليزية)
- ميليسا هيريرا على موقع عالم كرة القدم.نت (الإنجليزية)